# Camille Rousset
Camille Félix Michel Rousset (París, 15 de febrer, 1821 - Saint-Gobain (Alts de França), 19 d'octubre, 1892), va ser un historiador francès.
Professor d'història, ensenyava a Grenoble abans d'esdevenir un historiador del Ministeri de Guerra. Va ser elegit membre de l'Acadèmia francesa el 1871.
Als vint anys va ser nomenat professor del Col·legi de Sant Lluís, del 1845 al 1863 el fou del Col·legi Borbó i del 1864 al 1867 historiògraf del ministeri de la Guerra i conservador de la seva biblioteca. El 1871 va succeir Lucien-Anatole Prévost-Paradol a l'Acadèmia Francesa.

## Va publicar
- Précis d'histoire de la Révolution Française (París, 1849);
- Histoire de Louvois, obra premiada por la Academia (1861-1863; 7ª. ed., 1891);
- Correspondance de Louis XV et du maréchal de Roailles (1865);
- Le comte de Gisars, 1732/58 (1868; 4ª ed., 1888);
- Los volontaires de 1791/94, acerba crítica de los ejércitos de la primera República (París, 1870; 5ª. ed., 1892));
- La Grande Armée de 1813 (París, 1871);
- Histoire de la guerre de Crimée (París, 1877);
- La conquête d'Alger (París, 1879);
- Un ministre de la Restauration: le comte de Clermont-Tonnerre (1883);
- Le commendement d'une conquête: l'Algérie de 1830/40 (París, 1887);
- La conquête de l'Algérie, 1851/57 (París, 1889).